# Manthali
Manthali (Nepali मन्थली) ist eine Stadt im Distrikt Ramechhap in Nepal.
Manthali liegt am linken Flussufer des Tamakoshi auf einer Höhe von 550 m. Manthali ist Sitz der Distriktverwaltung.
Die Stadt entstand Ende 2014 durch Zusammenlegung der Village Development Committees Bhatauli, Chisapani, Kathjor, Maluwajor, Manthali, Salupati und Sunarpani.
Das Stadtgebiet umfasst 100,7 km².

## Einwohner
Bei der Volkszählung 2011 hatten die VDCs, die sich zur Stadt Manthali zusammenschlossen, 28.657 Einwohner (davon 13.396 männlich) in 6437 Haushalten.